# Nanogalathea
Nanogalathea is een geslacht van kreeftachtigen uit de klasse van de Malacostraca (hogere kreeftachtigen).

## Soort
- Nanogalathea raymondi Tirmizi & Javed, 1980